# Unión de Galeana
Unión de Galeana är en ort i Mexiko.   Den ligger i kommunen Santa Cruz Itundujia och delstaten Oaxaca, i den sydöstra delen av landet, 300 km sydost om huvudstaden Mexico City. Unión de Galeana ligger 2 487 meter över havet och antalet invånare är 451.
Terrängen runt Unión de Galeana är bergig åt sydväst, men åt nordost är den kuperad. Runt Unión de Galeana är det ganska glesbefolkat, med 30 invånare per kvadratkilometer. Närmaste större samhälle är Santa Cruz Itundujia, 3,0 km norr om Unión de Galeana. I omgivningarna runt Unión de Galeana växer huvudsakligen savannskog.